# 1893 у кіно

## Фільми
- Ковальська сцена

## Персоналії

### Народилися
- 1 січня — Мечислав Кравіч, польський режисер, сценарист і продюсер (пом. 1944).
- 6 січня — Геловані Михайло Георгійович, грузинський актор театру і кіно, режисер (пом. 1956).
- 15 січня — Айвор Новелло, валійський композитор, співак і актор (пом. 1951).
- 22 січня — Конрад Фейдт, німецький актор театру і кіно (пом. 1943).
- 9 лютого — Джино Коррадо, італійський кіноактор (пом. 1982).
- 10 лютого — Джиммі Дюрант, американський актор і співак (пом. 1980).
- 19 лютого — Седрік Хардвік, британський актор (пом. 1964).
- 28 лютого — Пудовкін Всеволод Іларіонович, російський кінорежисер, теоретик кіно (пом. 1953).
- 21 березня — Сідні Франклін, американський режисер і продюсер (пом. 1972).
- 23 березня — Седрік Гіббонс, американський артдиректор, художник-постановник і архітектор, дизайнер статуетки «Оскар» (пом. 1960).
- 3 квітня — Леслі Говард, британський актор кіно та театру, продюсер та режисер (пом. 1943).
- 12 квітня — Роберт Харрон, американський актор (пом. 1920).
- 20 квітня — Гарольд Ллойд, відомий американський комедійний кіноактор (пом. 1971).
- 4 травня — Едгар Діарінг, американський актор (пом. 1974).
- 26 травня — Норма Талмадж, американська акторка (пом. 1957).
- 16 липня — Демуцький Данило Порфирович, український фотограф та кінооператор (пом. 1954).
- 21 липня — Ежен Шюффтан, французький і американський кінооператор (пом. 1977).
- 23 липня — Хмара Григорій Михайлович, російський, німецький та французький актор українського походження (пом. 1970).
- 25 липня — Гайдаров Володимир Георгійович, російський, німецький та радянський актор (пом. 1976).
- 28 липня — Перегуда Олександр Йосипович, український і радянський актор, кінорежисер, редактор, сценарист (пом. 1969).
- 5 серпня — Віра Холодна, російська акторка (пом. 1919).
- 22 серпня — Дороті Паркер, американська письменниця, сценаристка, критик, сатирик (пом. 1967).
- 27 серпня — Віктор Герман, американський сценарист, кінорежисер та кінопродюсер англійського походження (пом. 1977).
- 10 вересня — Ел Сент-Джон, американський комедійний актор німого кіно (пом. 1963).
- 16 вересня:
  - Александр Корда, британський кінорежисер і продюсер, угорець за походженням (пом. 1956).
  - Коваль-Самборський Іван Іванович, радянський український актор (пом. 1962).
- 30 вересня — Отто Верніке, німецький актор (пом. 1965).
- 9 жовтня — Генріх Ґеорге, німецький актор театру і кіно, театральний режисер (пом. 1946).
- 14 жовтня — Ліліан Ґіш, американська акторка кіно та театру (пом. 1993).
- 24 жовтня — Меріан Купер, американський сценарист, режисер і продюсер (пом. 1973).
- 12 грудня — Едвард Г. Робінсон, американський актор (пом. 1973).
- 15 грудня — Віктор Мілнер, американський кінооператор (пом. 1972).